# Titan IIIC
Titan IIIC là hệ thống phóng tàu vũ trụ dùng một lần, do Không quân Mỹ vận hành từ năm 1965 đến năm 1982. Nó là phiên bản tên lửa đầu tiên trong dòng tên lửa đẩy Titan có bổ sung thêm động cơ đẩy nhiên liệu rắn, và được dự định sử dụng trong chương trình Boeing X-20 Dyna-Soar, dù rằng sau đó chương trình đã bị hủy bỏ trước khi lần phóng tàu diễn ra. Tên lửa Titan IIIC có nhiệm vụ chủ yếu là phóng các vệ tinh liên lạc/cảnh báo sớm cho Bộ Quốc phòng Hoa Kỳ. Ngoại trừ một lần phóng tên lửa mang theo ATS-6 được thực hiện bởi NASA. Titan IIIC được phóng từ Căn cứ không quân Mũi Canaveral, trong khi người chị em của nó, phiên bản Titan IIID, được phóng từ căn cứ không quân Vandenberg.

## Lịch sử
Dòng tên lửa đẩy Titan ra đời vào tháng 10 năm 1955 khi Không quân Mỹ trao hợp đồng cho Glenn L. Martin Company (về sau trở thành Martin Marietta và giờ là Lockheed Martin) nhằm phát triển tên lửa đạn đạo xuyên lục địa (SM-68 Titan). Mẫu thiết kế tên lửa ICBM mới về sau được gọi dưới cái tên HGM-25A Titan I, là tên lửa ICBM hai tầng đầu tiên của Hoa Kỳ, thay thế cho tên lửa ICBM SM-65 Atlas. Cả hai tầng đẩy của HGM-25A Titan I đều sử dụng nhiên liệu kerosene và ô xy lỏng làm chất đẩy. Phiên bản nâng cấp tiếp theo, tên lửa ICBM Titan II, tương tự như Titan I nhưng có khả năng mang tải trọng lớn hơn rất nhiều. Mang mã định danh LGM-25C, tên lửa Titan II trở thành tên lửa lớn nhất của USAF vào thời điểm đó, nó sử dụng nhiên liệu là Aerozine 50 và nitrogen tetroxide (NTO) thay vì RP-1 và LOX.
Dòng tên lửa Titan III mang những cải tiến trên lõi là tên lửa Titan II với việc bổ sung thêm/hoặc không bổ sung tầng đẩy phụ nhiên liệu rắn và bổ sung tầng đẩy mang tải trọng tàu vũ trụ. Các tên lửa Titan (phiên bản IIIC, IIID, IIIE, 34D, và IV) được phóng lên với chỉ mình động các động cơ nhiên liệu rắn được kích hoạt, động cơ chính ở trung tâm sẽ được kích hoạt ở thời điểm T+105 giây, ngay trước khi tầng đẩy tăng cường nhiên liệu rắn được tách ra. Phiên bản tên lửa Titan IIIA (phóng trong giai đoạn 1964-65) và IIIB (phóng trong giai đoạn 1966-87 với tầng đẩy mang tải trọng Agena D) không có tầng đẩy tăng cường nhiên liệu rắn. Tên lửa đẩy Titan III có khả năng mang được nhiều loại tải trọng khác nhau lên vũ trụ.
Tất cả các tên lửa đẩy Titan II/III/IV đều có hệ thống tự phá hủy ở phạm vi an toàn còn gọi là Inadvertent Separation Destruction System (ISDS), sẽ được kích hoạt và tự hủy tầng đẩy đầu tiên của tên lửa nếu như vì lí do nào đó nó bị tách khỏi tên lửa quá sớm. Các phiên bản tên lửa Titan có tầng đẩy tăng cường nhiên liệu rắn (Solid Rocket Boosters (SRBs)) (Titan IIIC, IIID, 34D, và IV) được trang bị thêm hệ thống ISDS thứ 2, gắn trên các tầng đẩy tăng cường, để kích hoạt phá hủy các tầng đẩy tăng cường nếu chúng bị tách khỏi thân trung tâm của tên lửa. Hệ thống sẽ làm phân tách vỏ tầng đẩy, giải phóng áp suất bên trong thân và chấm dứt lực đẩy. Trong quãng thời gian vận hành tên lửa Titan, Không quân Mỹ đã phải sử dụng hệ thống ISDS vài lần.
Một cải tiến nhỏ khác trên tầng đẩy tăng cường nhiên liệu rắn là động cơ đẩy tầng 1 của tên lửa được bảo vệ, qua đó giúp nó tránh bị tổn hại do nhiệt lượng từ khí phụt của động cơ nhiên liệu rắn.
Miệng xả của các động cơ nhiên liệu rắn trên tên lửa Titan III/IV là cố định, để điều khiển quá trình quay của tên lửa, các kỹ sư thiết kế sử dụng một bể chứa nitrogen tetroxide nhỏ gắn vào mỗi động cơ. N
2O
4 sẽ được phun vào luồng xả của động cơ nhiên liệu rắn để thay đổi hướng phụt của động cơ theo hướng mong muốn.
Do tên lửa Titan IIIC đã được cải tiến nhiều về phần cứng, các lỗi xảy ra khi phóng tên lửa thường là do tầng đẩy mang tải trọng/tải trọng.
Tên lửa Titan IIIC được phóng lên vũ trụ lần đầu ngày 18 tháng 6 năm 1965, và trở thành tên lửa đẩy mạnh nhất mà Không quân Hoa Kỳ vận hành cho đến khi nó bị thay thế bởi Titan 34D từ năm 1982. Lần cuối tên lửa IIIC được phóng lên vũ trụ là vào tháng 3 năm 1982.

## Thiết kế

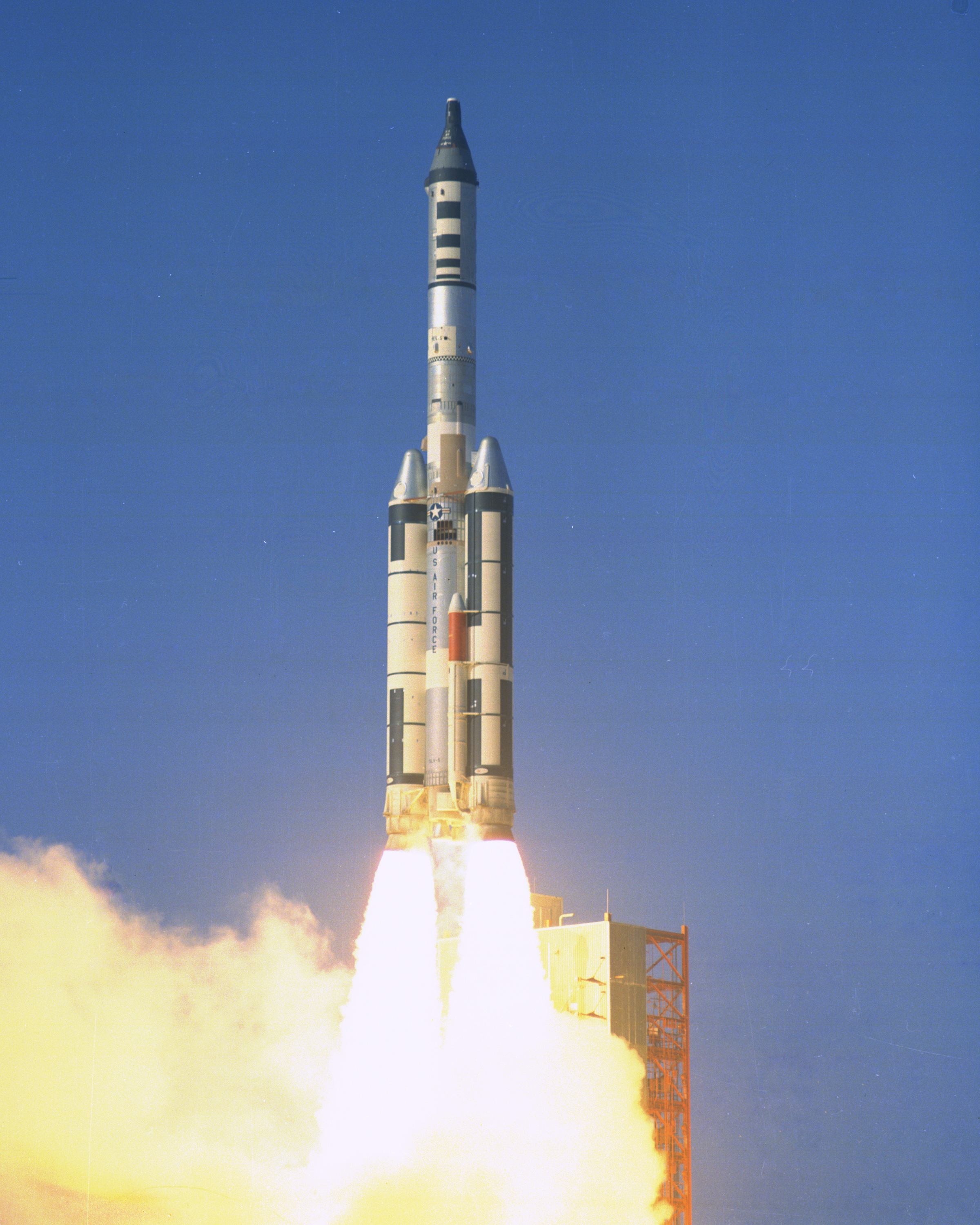
Mô hình thử nghiệm của Phòng thí nghiệm quỹ đạo có người lái được phóng lên vũ trụ bằng tên lửa Titan IIIC vào ngày 3/11/1966 từ bệ phóng LC-41 Căn cứ không quân Mũi Canaveral

Tên lửa Titan IIIC nặng khoảng 1.380.000 lb (626.000 kg) ở thời điểm phóng và bao gồm tên lửa 2 tầng đẩy Titan ở giữa và có thêm tầng đẩy mang tải trọng Transtage, sử dụng nhiên liệu hypergolic, và 2 tầng đẩy tăng cường nhiên liệu rắn UA1205.
Các động cơ nhiên liệu rắn của tên lửa sẽ được kích hoạt ngay khi tên lửa còn trên mặt đất và chúng được định nghĩa là "tầng đẩy số 0". Mỗi tầng đẩy tăng cường nhiên liệu rắn bao gồm 5 thành phần, đường kính 10 ft (3,0 m), dài 85 ft (26 m), và khối lượng gần 500.000 lb (230.000 kg). Chúng sản sinh ra lực đẩy 2.380.000 lbf (10.600 kN) tại mực nước biển trong xấp xỉ 115 giây. Sau khi đốt hết nhiên liệu rắn, tầng đẩy tăng cường sẽ được tách ra ở giây thứ 116.
Động cơ tầng đẩy trung tâm (Tầng 1) sẽ bắt đầu được kích hoạt khoảng 5 giây trước khi tầng đẩy tăng cường được tách ra. Được đặt mã định danh là Titan 3A-1, tầng đẩy này được cung cấp lực đẩy nhờ động cơ LR-87-AJ9 với 2 miệng xả của Aerojet . Nó đốt cháy khoảng 240.000 lb (110.000 kg) nhiên liệu Aerozine 50 cùng với nitrogen tetroxide (NTO) và sản sinh ra lực đẩy 1.941,7 kN (436.500 lbf) trong hơn 147 giây. Aerozine 50 cùng với NTO được trữ trong các bể chứa nằm độc lập với nhau để giảm tối đa khả năng cháy nổ khi hai nhiên liệu bị trộn lẫn với nhau do bị rò rỉ.
Tầng đẩy thứ 2, Titan 3A-2, chứa khoảng 55.000 lb (25.000 kg) nhiên liệu, nó sử dụng 1 động cơ Aerojet LR-91-AJ9, tạo ra lực đẩy 453,7 kN (102.000 lbf) trong khoảng thời gian 145 giây.
Tầng đẩy thứ 3, hay là tầng đẩy mang tải trọng, Transtage, cũng sử dụng nhiên liệu là Aerozine 50 và NTO. Nó được trang bị 2 động cơ Aerojet  AJ-10-138 có khả năng kích hoạt lại, cho phép nó có khả năng thay đổi quỹ đạo bay, giúp đưa các tải trọng lên các quỹ đạo khác nhau. Transtage chứa khoảng 22.000 lb (10.000 kg) chất đẩy, động cơ của nó cung cấp khoảng 16.000 lbf (71 kN) lực đẩy.

## Đặc tính chung
- Chức năng chính: Tên lửa đẩy vũ trụ
- Nhà sản xuất: Martin Marietta
- Động cơ:
  - Tầng 0 sử dụng 2 động cơ nhiên liệu rắn.
  - Tầng 1 sử dụng 2 động cơ nhiên liệu lỏng LR87.
  - Tầng 2 sử dụng 1 động cơ nhiên liệu lỏng LR91.
  - Tầng 3 sử dụng 2 động cơ nhiên liệu lỏng Aerojet  AJ-10-138.
- Chiều dài: 42 m
  - Tầng 0: 25,91 m
  - Tầng 1: 22,28 m
  - Tầng 2: 7,9 m
  - Tầng 3: 4,57 m
- Đường kính:
  - Tầng 0: 3,05 m
  - Tầng 1: 3,05 m
  - Tầng 2: 3,05 m
  - Tầng 3: 3,05 m
- Khối lượng:
  - Tầng 0: Rỗng 33,798 kg; Đầy đủ 226,233 kg
  - Tầng 1: Rỗng 5,443 kg; Đầy đủ 116,573 kg
  - Tầng 2: Rỗng 2,653 kg; đầy đủ 29,188 kg
  - Tầng 3: Rỗng 1,950 kg; đầy đủ 12,247 kg
- Khả năng mang tải trọng:
  - Mang được tải trọng 28,900 lb (13,100 kg) lên quỹ đạo Trái đất tầm thấp góc nghiêng 28 độ.
  - Tới 6,600 lb (3,000 kg) tải trọng lên Quỹ đạo địa đồng bộ khi phóng tên lửa từ Cape Canaveral Air Force Station.
- Tổng khối lượng phóng tối đa:  626,190 kg
- Ngày đưa vào triển khai: Tháng 6 năm 1965.
- Bệ phóng: Cape Canaveral Air Force Station và Vandenberg Air Force Base.